# Brett Holman
Brett Trevor Holman (Bankstown, New South Wales, 27. ožujka 1984.) bivši je australski je nogometaš. Igra na poziciji veznog igrača. Bivši je australski reprezentativac. Australski su ga navijači prozvali Holminho, zbog sličnog stila igre kao Brazilac Ronaldinho. Za reprezentaciju je dva puta postigao pogotke na Svjetskim nogometnim prvenstvima, oba 2010. godine.

## Vanjske poveznice
- AZ Alkmaar profil  Arhivirana inačica izvorne stranice od 30. rujna 2011. (Wayback Machine)
- FFA Socceroo profil  Arhivirana inačica izvorne stranice od 11. listopada 2012. (Wayback Machine)
- OzFootball profil
- NationalFootballTeams profil